# Jean-Claude Perras
Jean-Claude Perras est un homme politique français né le 7 octobre 1835 à Cublize (Rhône) et décédé le 27 avril 1899 à Cublize

## Biographie
Riche manufacturier, il est conseiller municipal et adjoint au maire de Cublize sous le second Empire et maire en 1871. Il est député du Rhône de 1876 à 1885 et fait partie des 363 qui refusent la confiance au gouvernement de Broglie. Il est révoqué de son poste de maire en septembre 1877. Il est sénateur du Rhône de 1885 à 1899 et siège à gauche.

## Sources
- « Jean-Claude Perras », dans Adolphe Robert et Gaston Cougny, Dictionnaire des parlementaires français, Edgar Bourloton, 1889-1891 [détail de l’édition]
- « Jean-Claude Perras », dans le Dictionnaire des parlementaires français (1889-1940), sous la direction de Jean Jolly, PUF, 1960 [détail de l’édition]